# Schumacher (futsal)
Pour les articles homonymes, voir Schumacher.
Flávio Sérgio Viana connu sous le pseudonyme Schumacher, né le 31 août 1975 à São Paulo, est un joueur international brésilien de futsal évoluant comme meneur de la fin des années 1990 au milieu des années 2000.
Schumacher débute le futsal en 1995 avec Pirituba, puis passe aux Corinthians. Il évolue ensuite chez General Motor, puis Vasco da Gama. Champion du Brésil en 1998 et 2000 avec ces deux derniers clubs, il rejoint l'Espagne et le Boomerang Interviu en 2001. Il y remporte cinq titres LNFS, trois Coupes d'Espagne, quatre Supercoupes, trois Coupes de l'UEFA, une Coupe des vainqueurs de coupe et quatre titres intercontinentaux.
Avec l'équipe du Brésil du futsal, Schumacher dispute ses premiers matchs en 1998. Il remporte la Copa América en 1999 et 2000, avant de perdre en finale de la Coupe du monde 2000 4-3 contre l'Espagne. Il prend ensuite part à la Coupe du monde 2004, que le Brésil termine à la troisième place. En 2008, Schumacher participe à la reconquête des titres continentaux et mondiaux, à domicile en battant  l'Espagne en finale pour ce dernier.
Sur le plan individuel, Schumacher est notamment élu meilleur joueur du monde en 2008 lors des Prix FutsalPlanet et de la Coupe intercontinentale 2007. Il est aussi nommé 2e meilleur joueur des Coupes du monde 2000 et 2008.

## Biographie

### Débuts au Brésil
Flávio Sérgio Viana rappelle dans les années 2000 que son surnom est en hommage au gardien de but de football allemand de la Coupe du monde 1982, Harald Schumacher,,,,. Il débute donc par le football, au poste de gardien puis milieu de terrain, et est observé par les principaux clubs de São Paulo. « J'ai essayé à São Paulo, Santos, Corinthians, Palmeiras. J'ai joué deux ans au Nacional, mais ça n'a pas marché ».
Sa première équipe de futsal est le Pirituba Futebol Clube en 1995 et il est élu meilleur joueur l'année suivante.
Ne pouvant percer dans le football, Flávio Sérgio Viana devient employé de la Banco do Brasil, avant d'être licencié à 21 ans. Il est alors invité à un tournoi de futsal par son frère. Flávio et son équipe atteignent la finale, perdue contre les Corinthians. Flávio se souvient ensuite : « On a perdu 5-1, mais j'ai bien joué. Ensuite, Azeitona, qui était superviseur des Corinthians, m'a invité à m'entraîner là-bas ». Dès lors, la carrière du joueur est lancée. « La deuxième semaine, je jouais déjà. J'ai commencé à jouer en 1997 et, en 1998, j'étais déjà en équipe nationale ».
En 2000 avec Vasco da gama, il remporte la Liga nationale ainsi que les championnats d’État et métropolitain.

### Dix ans couronnés à l'Interviú (2001-2012)
En 2007-2008, Schumacher et l'Interviú remportent la Coupe d'Europe des vainqueurs de coupe, la Coupe intercontinentale et le Championnat d'Espagne.
En novembre 2008, le Brésilien inscrit le but décisif contre Benfica lors du tour Élite de la Coupe de l'UEFA à Lisbonne. L'équipe nationale du Brésil remporte ensuite le Mondial 2008 avec Schumacher, élu second meilleur joueur du tournoi. Début 2009, Schumacher et l'Interviú remportent la Supercoupe espagnole 2008-2009. Schumacher est alors élu meilleur joueur mondial de l'année 2008 lors des Prix FutsalPlanet.

### En équipe nationale
Schumacher débute en Équipe du Brésil de futsal en 1998,.
Il remporte la Copa América en 1999 et 2000.
Lors de la Coupe du monde 2000, le Brésil et Schumacher perd en finale contre l'Espagne, il s'agit de la première défaite en Mondial pour les Auriverdes, après trois titres en autant d'éditions.
Il ne fait pas partie de l'équipe du Brésil qui perd son premier titre continental en 2003, après 35 ans de sacre.
Au Mondial 2004, les Brésiliens sont éliminés en demi-finale par l'Espagne et obtiennent la troisième place.
En inscrivant dix buts, Schumacher aide le Brésil à remporter la Coupe du monde 2008 contre l'Espagne, pays où il évolue en club et qui élimine le Brésil lors des deux précédentes éditions. À 33 ans, Schumacher est désigné deuxième meilleur joueur du tournoi derrière son compatriote Falcão, et pour la seconde fois (après l'édition 2000).
En janvier 2012, à 36 ans, Schumacher réapparaît en équipe du Brésil après trois ans d'absence, depuis décembre 2008 et la victoire en Coupe du monde. Il est retenu pour une série de matches amicaux.

## Style de jeu
À son époque, Schumacher est considéré comme l'un des joueurs de futsal les plus complets. Il est décrit comme bénéficiant d'une bonne technique, de puissance physique, de capacités de tir et défensives, ainsi que de force mentale. Bien qu'évoluant en tant que meneur/défenseur/fixe, il se retrouve souvent présent parmi les meilleurs buteurs saison après saison.

## Statistiques

### Par saison
| Saison                | Club                  | Championnat           | Championnat | Championnat | Coupe(s) nationale(s) | Coupe(s) nationale(s) | Supercoupe | Supercoupe | Compétition(s) continentale(s) | Compétition(s) continentale(s) | Compétition(s) continentale(s) | Brésil | Brésil | Total | Total |
| Saison                | Club                  | Division              | M.          | B.          | M.                    | B.                    | M.         | B.         | Comp.                          | M.                             | B.                             | M.     | B.     | M.    | B.    |
| 1997                  | Corinthians           | D1                    | -           | -           | -                     | -                     | -          | -          | -                              | -                              | -                              | -      | -      | 0     | 0     |
| 1998                  | General Motors        | D1                    | -           | -           | -                     | -                     | -          | -          | -                              | -                              | -                              | -      | -      | 0     | 0     |
| 1999                  | General Motors        | D1                    | -           | -           | -                     | -                     | -          | -          | -                              | -                              | -                              | -      | -      | 0     | 0     |
| 2000                  | Vasco                 | D1                    | -           | -           | -                     | -                     | -          | -          | -                              | -                              | -                              | 8      | 10     | 8     | 10    |
| Sous-total            | Sous-total            | Sous-total            | -           | -           | -                     | -                     | -          | -          | -                              | -                              | -                              | 8      | 10     | 8     | 10    |
| 2001-2002             | Antena 3 Boomerang    | D1                    | 28+9        | 27+15       | 1                     | -                     | 1          | -          | -                              | -                              | -                              | -      | -      | 39    | 42    |
| 2002-2003             | Boomerang Interviú    | D1                    | -           | -           | -                     | -                     | -          | -          | C1                             | -                              | -                              | -      | -      | 0     | 0     |
| 2003-2004             | Boomerang Interviú    | D1                    | -           | -           | -                     | -                     | -          | -          | C1                             | -                              | -                              | -      | -      | 0     | 0     |
| 2004-2005             | Boomerang Interviú    | D1                    | -           | -           | -                     | -                     | -          | -          | C1                             | -                              | -                              | 8      | 5      | 8     | 5     |
| 2005-2006             | Boomerang Interviú    | D1                    | -           | -           | -                     | -                     | -          | -          | C1                             | -                              | -                              | -      | -      | 0     | 0     |
| 2006-2007             | Boomerang Interviú    | D1                    | -           | -           | -                     | -                     | -          | -          | C1                             | -                              | -                              | -      | -      | 0     | 0     |
| 2007-2008             | Interviú Fadesa       | D1                    | -           | -           | -                     | -                     | -          | -          | C1                             | -                              | -                              | -      | -      | 0     | 0     |
| 2008-2009             | Inter Movistar        | D1                    | -           | -           | -                     | -                     | -          | -          | C1                             | -                              | -                              | 9      | 10     | 9     | 10    |
| 2009-2010             | Inter Movistar        | D1                    | -           | -           | -                     | -                     | -          | -          | C1                             | -                              | -                              | -      | -      | 0     | 0     |
| 2010-2011             | Inter Movistar        | D1                    | 29          | 15          | -                     | -                     | -          | -          | -                              | -                              | -                              | -      | -      | 29    | 15    |
| 2011-2012             | Inter Movistar        | D1                    | 17          | 5           | -                     | -                     | -          | -          | -                              | -                              | -                              | -      | -      | 17    | 5     |
| Sous-total            | Sous-total            | Sous-total            | 83          | 62          | 1                     | -                     | 1          | -          | -                              | -                              | -                              | 17     | 15     | 102   | 77    |
| 2012                  | Corinthians           | D1                    | -           | -           | -                     | -                     | -          | -          | -                              | -                              | -                              | -      | -      | 0     | 0     |
| 2013                  | Corinthians           | D1                    | -           | -           | -                     | -                     | -          | -          | -                              | -                              | -                              | -      | -      | 0     | 0     |
| 2014                  | Corinthians           | D1                    | -           | -           | -                     | -                     | -          | -          | -                              | -                              | -                              | -      | -      | 0     | 0     |
| 2015                  | Corinthians           | D1                    | -           | -           | -                     | -                     | -          | -          | -                              | -                              | -                              | -      | -      | 0     | 0     |
| Sous-total            | Sous-total            | Sous-total            | -           | -           | -                     | -                     | -          | -          | -                              | -                              | -                              | -      | -      | 0     | 0     |
| Total sur la carrière | Total sur la carrière | Total sur la carrière | 83          | 62          | 1                     | -                     | 1          | -          | -                              | -                              | -                              | 25     | 25     | 110   | 87    |

### En sélection
| Édition             | Matchs | Buts |
| ------------------- | ------ | ---- |
| Coupe du monde 2000 | 8      | 10   |
| Coupe du monde 2004 | 8      | 5    |
| Coupe du monde 2008 | 9      | 10   |

Schumacher dispute 25 matchs en Coupe du monde (22 victoires, 2 nuls et 1 défaite) pour autant de buts inscrits et trois cartons jaunes reçus.
| Liste des matchs en Coupe du monde | Liste des matchs en Coupe du monde | Liste des matchs en Coupe du monde | Liste des matchs en Coupe du monde | Liste des matchs en Coupe du monde | Liste des matchs en Coupe du monde | Liste des matchs en Coupe du monde | Liste des matchs en Coupe du monde | Liste des matchs en Coupe du monde      |
| #                                  | Édition                            | Lieu                               | Date                               | Match                              | Match                              | Match                              | Tour                               | Note                                    |
| ---------------------------------- | ---------------------------------- | ---------------------------------- | ---------------------------------- | ---------------------------------- | ---------------------------------- | ---------------------------------- | ---------------------------------- | --------------------------------------- |
| 25                                 | 2008                               | Rio de Janeiro                     | 19 octobre 2008                    | Brésil                             | 2 - 2 tab 4 - 3                    | Espagne                            | finale                             |                                         |
| 24                                 | 2008                               | Rio de Janeiro                     | 16 octobre 2008                    | Russie                             | 2 - 4                              | Brésil                             | demi-finale                        | But inscrit                             |
| 23                                 | 2008                               | Rio de Janeiro                     | 14 octobre 2008                    | Brésil                             | 5 - 3                              | Ukraine                            | 2d tour                            |                                         |
| 22                                 | 2008                               | Rio de Janeiro                     | 12 octobre 2008                    | Italie                             | 0 - 3                              | Brésil                             | 2d tour                            | But inscrit                             |
| 21                                 | 2008                               | Rio de Janeiro                     | 11 octobre 2008                    | Brésil                             | 1 - 0                              | Iran                               | 2d tour                            | But inscrit                             |
| 20                                 | 2008                               | Brasilia                           | 8 octobre 2008                     | Brésil                             | 9 - 0                              | Cuba                               | 1er tour                           | But inscrit                             |
| 19                                 | 2008                               | Brasilia                           | 4 octobre 2008                     | Brésil                             | 7 - 0                              | Russie                             | 1er tour                           | But inscrit                             |
| 18                                 | 2008                               | Brasilia                           | 2 octobre 2008                     | Îles Salomon                       | 0 - 21                             | Brésil                             | 1er tour                           | But inscrit · But inscrit · But inscrit |
| 17                                 | 2008                               | Brasilia                           | 30 septembre 2008                  | Brésil                             | 12 - 1                             | Japon                              | 1er tour                           | But inscrit · But inscrit               |
| 16                                 | 2004                               | Taipei City                        | 5 décembre 2004                    | Brésil                             | 7 - 4                              | Argentine                          | 3e place                           | But inscrit · But inscrit               |
| 15                                 | 2004                               | Taipei City                        | 3 décembre 2004                    | Brésil                             | 2 - 2 tab 4 - 5                    | Espagne                            | demi-finale                        |                                         |
| 14                                 | 2004                               | Taipei City                        | 1er décembre 2004                  | Brésil                             | 8 - 5                              | États-Unis                         | 2de phase de groupe                | But inscrit                             |
| 13                                 | 2004                               | Taipei City                        | 29 novembre 2004                   | Brésil                             | 2 - 1                              | Argentine                          | 2de phase de groupe                |                                         |
| 12                                 | 2004                               | Taipei City                        | 28 novembre 2004                   | Brésil                             | 6 - 0                              | Ukraine                            | 2de phase de groupe                |                                         |
| 11                                 | 2004                               | Taoyuan                            | 26 novembre 2004                   | Brésil                             | 4 - 1                              | Tchéquie                           | 1re phase de groupe                |                                         |
| 10                                 | 2004                               | Taipei City                        | 24 novembre 2004                   | Brésil                             | 9 - 1                              | Thaïlande                          | 1re phase de groupe                | But inscrit                             |
| 9                                  | 2004                               | Taipei City                        | 22 novembre 2004                   | Australie                          | 0 - 10                             | Brésil                             | 1re phase de groupe                | But inscrit                             |
| 8                                  | 2000                               | Guatemala                          | 3 décembre 2000                    | Espagne                            | 4 - 3                              | Brésil                             | finale                             |                                         |
| 7                                  | 2000                               | Guatemala                          | 1er décembre 2000                  | Brésil                             | 8 - 0                              | Portugal                           | demi-finale                        | But inscrit                             |
| 6                                  | 2000                               | Guatemala                          | 29 novembre 2000                   | Brésil                             | 6 - 2                              | Russie                             | 2d tour                            | But inscrit                             |
| 5                                  | 2000                               | Guatemala                          | 27 novembre 2000                   | Argentine                          | 1 - 4                              | Brésil                             | 2d tour                            | But inscrit                             |
| 4                                  | 2000                               | Guatemala                          | 26 novembre 2000                   | Brésil                             | 12 - 4                             | Égypte                             | 2d tour                            | But inscrit · But inscrit               |
| 3                                  | 2000                               | Guatemala                          | 23 novembre 2000                   | Guatemala                          | 2 - 29                             | Brésil                             | 1er tour                           | But inscrit · But inscrit · But inscrit |
| 2                                  | 2000                               | Guatemala                          | 21 novembre 2000                   | Portugal                           | 0 - 4                              | Brésil                             | 1er tour                           |                                         |
| 1                                  | 2000                               | Guatemala                          | 18 novembre 2000                   | Brésil                             | 12 - 1                             | Kazakhstan                         | 1er tour                           | But inscrit · But inscrit               |

## Palmarès

### En sélection
Schumacher est vainqueur de la Coupe du monde de la FIFA en 2008, après avoir été finaliste en 2000 et troisième en 2004.
| Mondial                                                                      | Continental                                         |
| ---------------------------------------------------------------------------- | --------------------------------------------------- |
| - Coupe du monde (1) - Vainqueur : 2008 - Finaliste : 2000 - 3e place : 2004 | - Copa America (3) - Vainqueur : 1999, 2000 et 2008 |

### En club
Schumacher remporte cinq fois la Coupe intercontinentale de futsal et trois fois la Coupe de l'UEFA,.
| International (Interviù) | Brésil | Espagne (Interviù) |
| --- | --- | --- |
| - Coupe intercontinentale (5) - Vainqueur : 2005, 2006, 2007, 2008 et 2011 - Coupe de l'UEFA (3) - Vainqueur : 2003-04, 2005-06 et 2008-09 - Coupe d'Europe des coupes (1) - Vainqueur : 2008 - Coupe ibérique (2) - Vainqueur : 2004-05 et 2005-06 | - Ligue brésilienne (2) - Champion : 1998 (GM) et 2000 (Vasco) - Championnat métropolitain (3) - Champion : 1997, 1998 (GM) et 2000 (Vasco) - Championnat d'État (1) - Champion : 2000 (Vasco) | - Championnat d'Espagne (5) - Champion : 2001-02, 2002-03, 2003-04, 2004-05 et 2007-08 - Coupe d'Espagne (4) - Vainqueur : 2004, 2005, 2007 et 2009 - Supercoupe d'Espagne (7) - Vainqueur : 2001-02, 2002-03, 2003-04, 2005-06, 2007-08, 2008-09 et 2011 |

### Distinctions individuelles
Schumacher est élu deuxième meilleur joueur du Mondial 2000, derrière son compatriote Manoel Tobias,, avant d'être sacré meilleur joueur du monde de 2008 aux Prix FutsalPlanet.
| Distinctions    | International | National |
| --------------- | --- | --- |
| Meilleur joueur | - Prix FutsalPlanet (1) - Meilleur joueur du monde : 2008 - 2e meilleur joueur du monde : 2003 et 2006 - 3e meilleur joueur du monde : 2002 - Coupe intercontinentale (1) - Meilleur joueur : 2007 - Coupe du monde - 2e meilleur joueur : 2000 et 2008 | - Championnat du Brésil (3) - Meilleur joueur : 2000 - Meilleur meneur : 1999, 2000 - Championnat d'Espagne (3) - Meilleur meneur : 2002/03, 2003/04, 2004/05 |
| Meilleur buteur | - Coupe du monde - 3e meilleur buteur : 2000 | - Championnat d'Espagne (1) - Meilleur buteur : 2006/07 |